# Basar (Accad)
Basar era un regne semita de l'alt Eufrates, que probablement es pot identificar amb la regió de Djebel Bishri.
Es creu que Sargon d'Accad va ser originari d'aquesta zona i el seu besnet Xar-Kali-Xarri hi va combatre els amorreus, que el van envair cap al 2200 aC. Els textos conservats diuen que «els amorreus van ser vençuts a la muntanya de Basar». Les muntanyes de Basar es podrien estendre entre l'Eufrates i Palmira.